# 44e Primetime Emmy Awards
De 44e Primetime Emmy Awards, waarbij prijzen werden uitgereikt in verschillende categorieën voor de beste Amerikaanse televisieprogramma's die in primetime werden uitgezonden tijdens het televisieseizoen 1991-1992, vond plaats op 30 augustus 1992 in het Pasadena Civic Auditorium in Pasadena, Californië. Er werden dat jaar geen prijzen uitgereikt in de categorie "gastrol".

## Winnaars en nominaties - televisieprogramma's
(De winnaars staan bovenaan in vet lettertype.)

#### Dramaserie
(Outstanding Drama Series)
- Northern Exposure
  - I'll Fly Away
  - Law & Order
  - L.A. Law
  - Quantum Leap

#### Komische serie
(Outstanding Comedy Series)
- Murphy Brown
  - Brooklyn Bridge
  - Cheers
  - Home Improvement
  - Seinfeld

#### Miniserie
(Outstanding Mini Series)
- A Woman Named Jackie
  - The Burden of Proof
  - Cruel Doubt
  - Drug Wars: The Cocaine Cartel
  - In a Child's Name

#### Televisiefilm
(Outstanding Made for Television Movie)
- Miss Rose White
  - Homefront
  - I'll Fly Away
  - Doing Time on Maple Drive
  - Without Warning: The James Brady Story

#### Varieté-, Muziek- of komische show
(Outstanding Variety, Music or Comedy Series)
- The Tonight Show Starring Johnny Carson
  - Late show with David Letterman
  - In Living Color

## Winnaars en nominaties - acteurs

### Hoofdrollen

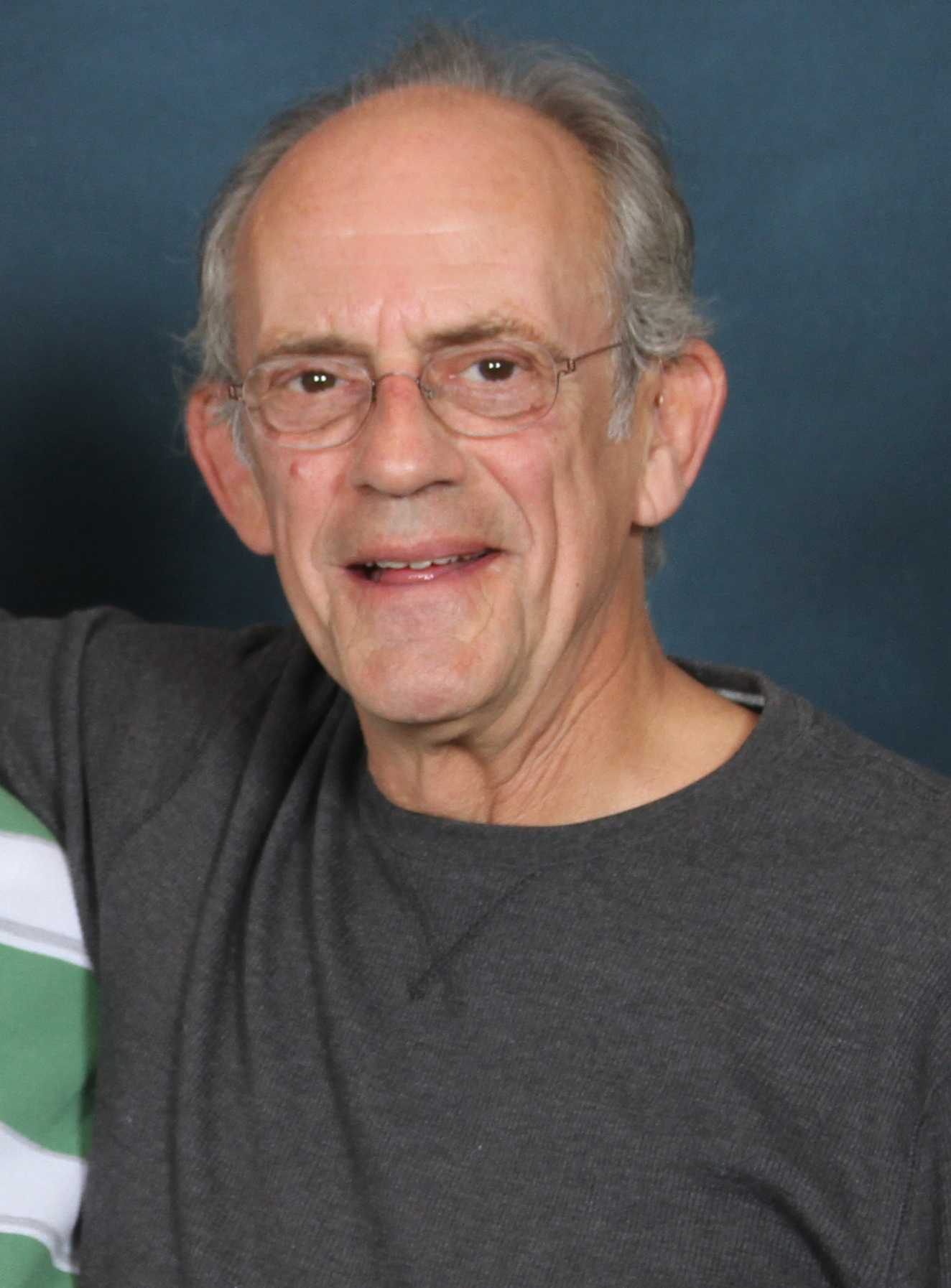
Christopher Lloyd (Road to Avonlea), winnaar mannelijke hoofdrol in een dramaserie

#### Mannelijke hoofdrol in een dramaserie
(Outstanding Lead Actor in a Drama Series)
- Christopher Lloyd als Alistair Dimple in Road to Avonlea
  - Scott Bakula als Sam Beckett in Quantum Leap
  - Kirk Douglas als General Kalthrob in Tales from the Crypt
  - Michael Moriarty als Ben Stone in Law & Order
  - Rob Morrow als Joel Fleischman in Northern Exposure
  - Harrison Page als Reverend Walters in Quantum Leap
  - Sam Waterston als Forrest Bedford in I'll Fly Away

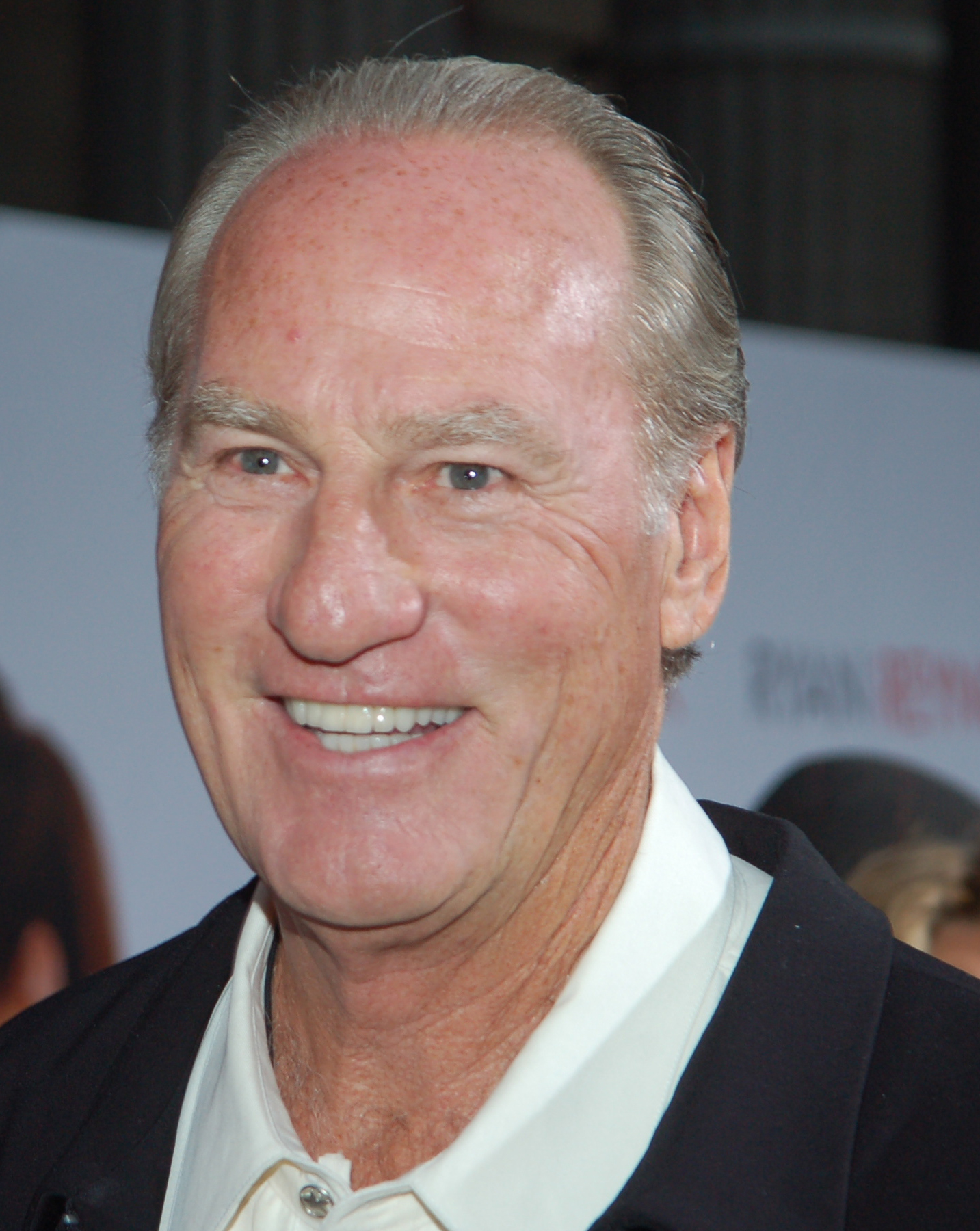
Craig T. Nelson (Coach), winnaar mannelijke hoofdrol in een komische serie

#### Mannelijke hoofdrol in een komische serie
(Outstanding Lead Actor in a Comedy Series)
- Craig T. Nelson als Coach Hayden Fox in Coach
  - Ted Danson als Sam Malone in Cheers
  - John Goodman als Dan Conner in Roseanne
  - Kelsey Grammer als Frasier Crane Cheers
  - Burt Reynolds als Wood Newton in Evening Shade
  - Jerry Seinfeld als Jerry Seinfeld in Seinfeld

#### Mannelijke hoofdrol in een miniserie
(Outstanding Lead Actor in a Miniseries or a Special)
- Beau Bridges als James Brady in Without Warning: The James Brady Story
  - Hume Cronyn als Cleveland Meriwether in Christmas on Division Street
  - Rubén Blades als Ernesto Ontiveros in Crazy from the Heart
  - Maximilian Schell als Mordecai Weiss Miss Rose White
  - Brian Dennehy als John Wayne Gacy in To Catch a Killer

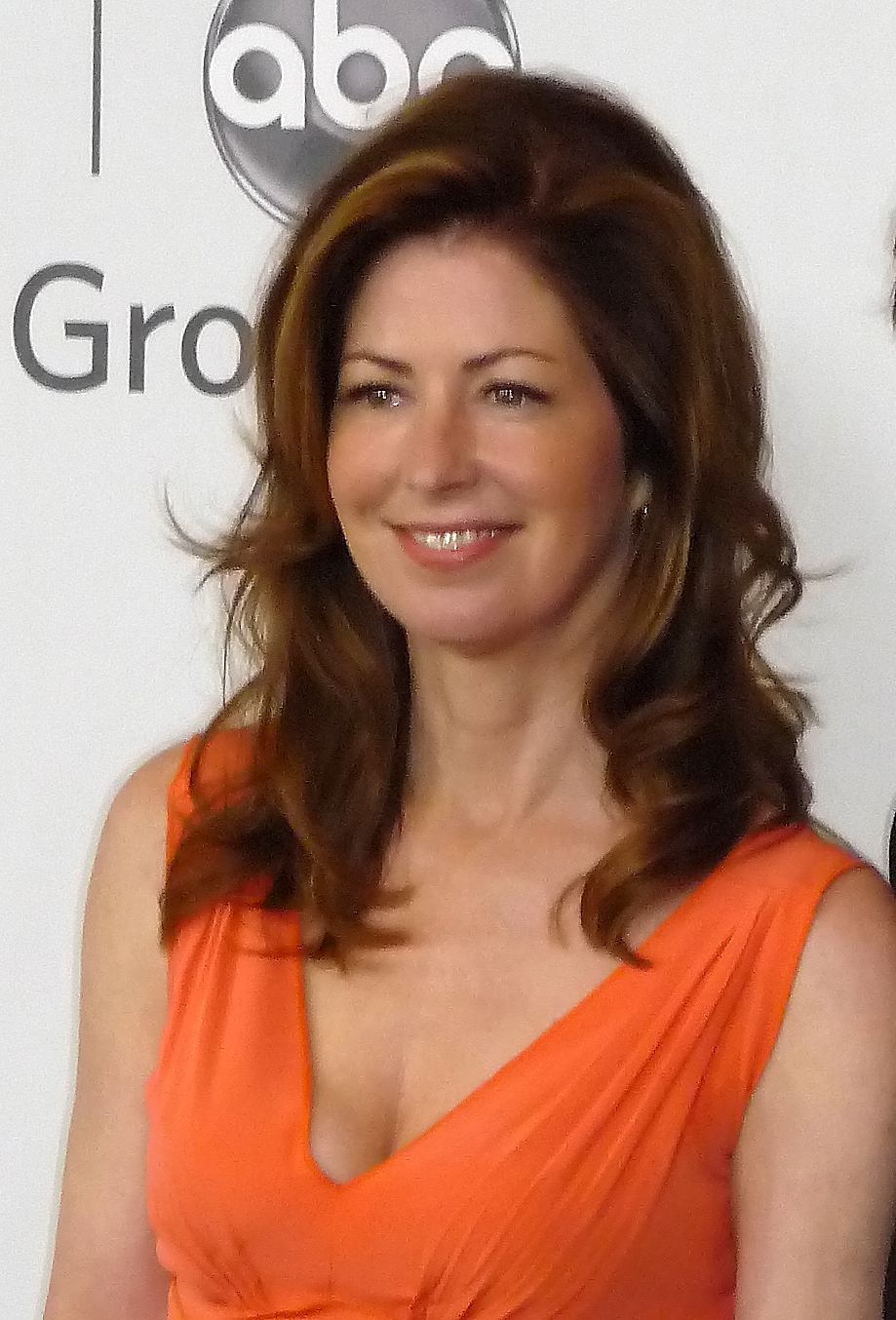
Dana Delany (China Beach), winnaar vrouwelijke hoofdrol in een dramaserie

#### Vrouwelijke hoofdrol in een dramaserie
(Outstanding Lead Actress in a Drama Series)
- Dana Delany als Colleen McMurphy in China Beach
  - Sharon Gless als Fiona Rose O'Neill in The Trials of Rosie O'Neill
  - Shirley Knight als Melanie Cullen in Law & Order
  - Angela Lansbury als Jessica Fletcher in Murder, She Wrote
  - Kate Nelligan als Sydney Carver in Road to Avonlea
  - Regina Taylor als Lilly in I'll Fly Away

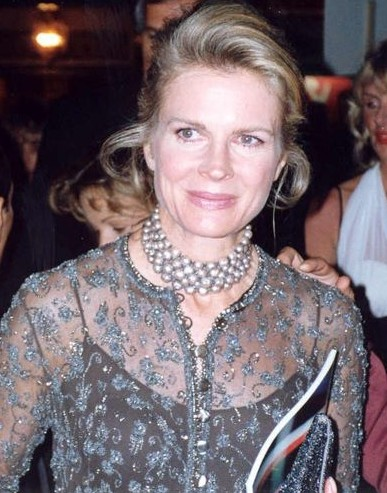
Candice Bergen (Murphy Brown), winnaar vrouwelijke hoofdrol in een komische serie

#### Vrouwelijke hoofdrol in een komische serie
(Outstanding Lead Actress in a Comedy Series)
- Candice Bergen als Murphy Brown in Murphy Brown
  - Kirstie Alley als Rebecca Howe in Cheers
  - Roseanne Barr als Roseanne Conner in Roseanne
  - Tyne Daly als Mimsy Borogroves in Wings
  - Marion Ross als Sophie Berger in Brooklyn Bridge
  - Betty White als Rose Nylund in The Golden Girls

#### Vrouwelijke hoofdrol in een miniserie
(Outstanding Lead Actress in a Miniseries or a Special)
- Gena Rowlands als Pat Foster in Face of a Stranger
  - Laura Dern als Janet Harduvel in Afterburn
  - Anne Bancroft als Lillian Cage in Mrs. Cage
  - Judy Davis als Mary Lindell One Against the Wind
  - Meredith Baxter als Betty Broderick in A Woman Scorned: The Betty Broderick Story

### Bijrollen

#### Mannelijke bijrol in een dramaserie
(Outstanding Supporting Actor in a Drama Series)
- Richard Dysart als Leland McKenzie in L.A. Law
  - Edward Asner als Walter Kovacs in The Trials of Rosie O'Neill
  - John Corbett als Chris Stevens in Northern Exposure
  - Richard Kiley als Doug in The Ray Bradbury Theater
  - Jimmy Smits als Victor Sifuentes in L.A. Law
  - Dean Stockwell als Al the Observer in Quantum Leap

#### Mannelijke bijrol in een komische serie
(Outstanding Supporting Actor in a Comedy Series)
- Michael Jeter als Herman Stiles in Evening Shade
  - Jason Alexander als George Costanza in Seinfeld
  - Charles Durning als Harlan Elldridge in Evening Shade
  - Harvey Fierstein als Mark Newberger in Cheers
  - Jay Thomas als Jerry Gold in Murphy Brown
  - Jerry Van Dyke als Luther Horatio Van Dam in Coach

#### Mannelijke bijrol in een miniserie
(Outstanding Supporting Actor in a Miniseries or a Special)
- Hume Cronyn als Ben in Broadway Bound
  - Jerry Orbach als Jack Jerome in Broadway Bound
  - Brian Dennehy als Dixon Hartnell in The Burden of Proof
  - Ben Vereen als Gene Randall Intruders
  - Héctor Elizondo als Lt. Angel in Mrs. Cage

#### Vrouwelijke bijrol in een dramaserie
(Outstanding Supporting Actress in a Drama Series)
- Valerie Mahaffey als Eve in Northern Exposure
  - Mary Alice als Marguerite Peck in I'll Fly Away
  - Barbara Barrie als Mrs. Bream in Law & Order
  - Conchata Ferrell als Susan Bloom in L.A. Law
  - Cynthia Geary als Shelly Tambo in Northern Exposure
  - Marg Helgenberger als K.C in China Beach
  - Kay Lenz als Maggie Zombro in Reasonable Doubts

#### Vrouwelijke bijrol in een komische serie
(Outstanding Supporting Actress in a Comedy Series)
- Laurie Metcalf als Jackie Harris in Roseanne
  - Julia Louis-Dreyfus als Elaine Benes in Seinfeld
  - Faith Ford als Corky Sherwood in Murphy Brown
  - Estelle Getty als Sophia Petrillo in The Golden Girls
  - Alice Ghostley als Bernice Clifton in Designing Women
  - Frances Sternhagen als Esther Clavin in Cheers

#### Vrouwelijke bijrol in een miniserie
(Outstanding Supporting Actress in a Miniseries or a Special)
- Amanda Plummer als Lusia Weiss in Miss Rose White
  - Anne Bancroft als Kate Jerome in Broadway Bound
  - Bibi Besch als Lisa Carter in Doing Time on Maple Drive
  - Penny Fuller als Kate Ryan Miss Rose White
  - Maureen Stapleton als Tanta Perla in Miss Rose White